# Lonchodes imitans
Lonchodes imitans är en insektsart som beskrevs av Brunner von Wattenwyl 1907. Lonchodes imitans ingår i släktet Lonchodes och familjen Phasmatidae. Inga underarter finns listade i Catalogue of Life.